# У слона
У слона (ранее называлась «Легенда „МегаФона“ в Самаре») — скульптурная композиция в городе Самара. Расположена на Московском шоссе напротив Торгового центра «Фрегат», рядом с Ботаническим садом, представляет собой несколько бронзовых скульптур, установленных в течение 2010 года: Слон, Телефон, Крокодил, Обезьяна, Газели. Все арт-объекты выполнены в стилистике модерна, каждому придумана своя легенда. Авторы проекта — Кристина Цибер и Николай Куклев. За создание композиции Цибер получила премию «ТОП-30. Самые знаменитые люди Самары и Тольятти» от журнала Собака.ру в номинации «Архитектура».
Создана в 2010 году в рамках проекта «Мегафон дарит легенду». Элементы композиций скульптур выполнены в фирменных цветах МегаФона, а также включают в себя логотип этой компании.

## Элементы композиции
| Изображение | Дата постройки        | Описание |  |
| ----------- | --------------------- | --- |  |
|             | 17 июня 2010 года     | Доминирующая фигура композиции — трехметровая бронзовая фигура Слона весом более тонны, символ спокойной, уверенной в себе силы. Легенда: прикосновение к бивням животного сделает жизнь более стабильной. |  |
|             | 17 июня 2010 года     | Второй элемент — телефон в стиле аппаратов начала XX века, с трубкой в виде цветка, вес — 120 кг. Легенда: сбудется желание, сказанное в телефонную трубку. |  |
|             | 23 июля 2010 года     | Третий элемент композиции — нильский Крокодил с курительной трубкой в зубах около трех метров в длину и весом 350 кг — символ богатства и острого ума. Легенда: если посидеть на его животе, увеличится материальный достаток.                                                                                |  |
|             | 10 сентября 2010 года | Четвертая скульптура — Обезьяна с клавиатурой в руках. По замыслу авторов она является символом развития и гибкого ума, который с легкостью постигает новые технологии. На клавиатуре нет букв для того, чтобы желание можно было набрать на любом языке. Легенда: сбудется желание, набранное на клавиатуре. |  |
|             | 15 октября 2010 года  | Завершающий элемент скульптурной композиции — пара влюбленных газелей. Изгибы их шей повторяют форму сердца. По замыслу авторов они символизируют любовь и похожи на белую козу с герба Самары. Легенда: встав между газелями и обняв их, можно обрести счастье и любовь.                                     |  |
|             | 17 июня 2010 года     | «Нулевой километр» — металлический диск с расстоянием до других городов Поволжья. |  |

2 июля 2011 года в Тольятти в рамках проекта «МегаФон дарит Легенду» появится скульптурная композиция. Место её расположения — территория около Дворца Бракосочетания Тольятти, (ул. Революционная, 25).
Автор скульптурной композиции — скульптор Дмитрий Власов — член творческого союза художников России.

## История
- 17 июня 2010 года — открытие скульптур слона и телефона.
- 23 июля 2010 года — открытие скульптуры крокодила.
- 10 сентября 2010 года — открытие скульптуры обезьяны.
- 15 октября 2010 года — открытие скульптуры газелей.
- 17 апреля 2011 года — в ходе конкурса «Назови легенду» скульптурный ансамбль получил новое название «У слона»[3].

### Скульптуры газелей
В апреле 2012 года прошел аукцион на право аренды площадки перед ТЦ «Фрегат». ОАО «Мегафон» подняло ставку со стартовых 760000 до 798000 рублей. В аукционе победило ООО «Группа профессиональных партнеров», сделавшее ставку 874000. В дальнейшем победитель передал права на аренду участка ООО «Каскад Н», которое предложило сотовому оператору арендовать участок земли под частью скульптур за более чем 1 млн рублей в месяц. «Мегафон» отказался, после чего арендатор потребовал очистить участок от скульптур. 29 октября 2012 года скульптуры газелей были демонтированы. В дальнейшем компания «Каскад Н» переуступила права аренды на земельный участок под скульптурной композицией в пользу компании «МегаФон», чтобы скульптуры газелей вернулись на место после реставрации. 18 ноября скульптуры были установлены на прежнее место.